# Lebesgue-integrál

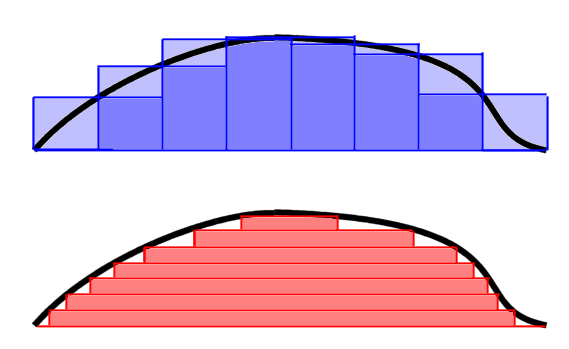
Kékkel a Riemann-féle, pirossal a Lebesgue-integrál kiszámításának modellje

A Lebesgue-integrál az integrálfogalom egy lehetséges általánosítása. A kitalálója, Henri Lebesgue francia matematikus a doktori disszertációjában, 1902-ben a róla elnevezett Lebesgue-mértékkel párhuzamosan mutatta be.
Az integrál megalkotásánál cél volt, hogy a hagyományos Riemann-integrál esetén fellépő problémákat elkerülhessük vagy feloldhassuk segítségével. A XIX. század végén ugyanis a függvény fogalma jelentős változásokon, főleg bővülésen ment keresztül. A hagyományos, folytonos függvények jelentős osztályai esetén a Riemann-integrál különösebb nehézségek nélkül számolható, azonban Dirichlet és társai munkásságának hála rengeteg olyan függvényt sikerült definiálni, amelyeknek ugyan a szemlélet megkövetelte az integrál létezését, azonban Riemann szerint nem integrálhatóak.
Másrészt főleg a fizika irányából jellemző problémaként jelentkezett, hogy az integrálás és a határérték egymással való felcserélhetőségét nem biztosította a Riemann-integrál.
Ezen problémák kiküszöbölésének az egyik módja, hogy az integrált mérhető halmazokkal közelítsük. Ehhez hozzájárult még Lebesgue ötlete: Ne az értelmezési tartományt, hanem az értékkészletet bontsuk fel részekre. Ennek az eljárásnak az előnye, hogy az egyes értékközökhöz intervallumok uniója (vagy valamilyen egyéb halmazok uniója) tartozik, amiknek mérhetősége az integrálás feltétele. Így könnyedén számíthatóak az integráljai egészen „furcsa” függvényeknek is.

## Az integrál definíciója

### Nemnegatív mérhető függvényekre
Legyen {\displaystyle (M,{\mathcal {A}},\mu )} mértéktér, {\displaystyle f:M\to [0,\infty ]} {\displaystyle \mu }-mérhető függvény. Definiáljunk a következő halmazrendszert:
{\displaystyle \left(D_{i}\right)_{i\in \mathbf {N} }:=\left\{y|y:i\to \mathbf {R} {\text{ szigorúan monoton növekvő}}\right\}}
Ha {\displaystyle y\in D_{n}}, akkor definiálhatjuk az alábbi halmazrendszert:
{\displaystyle \left(A_{i}\right)_{i\in n}:=\left\{x\in M|y(i)\leq f(x){\text{ és }}f(x)<y(i+1),{\text{ ha }}i<n\right\}}
Ekkor az {\displaystyle f}-nek {\displaystyle y}-hoz tartozó integrálközelítő összege:
{\displaystyle s(f,y):=\sum _{i=0}^{n}y(i)\mu (A_{i})}
Az integrál az összes lehetséges összegek pontos felső korlátja:
{\displaystyle \int f\mathop {{\text{d}}\mu } :=\sup \left\{s(f,y)|n\in \mathbf {N} ,y\in D\right\}}

### Mérhető függvényekre
A mérhető függvények integrálásánál a függvényt megpróbáljuk nemnegatív mérhető függvényekből összeállítani, hogy ezzel a problémát egyszerűbben kezelhető esetekre vezessük vissza.

#### Pozitív és negatív rész
Egy függvény pozitív része:
{\displaystyle f^{+}(x):M\to [0,\infty ],x\mapsto \max(f(x),0)},
a negatív része pedig
{\displaystyle f^{-}(x):M\to [0,\infty ],x\mapsto \max(-f(x),0)}.
Könnyen belátható, hogy ha {\displaystyle f} mérhető, akkor a pozitív és negatív része is az. A definíció alapján pedig nyilvánvaló, hogy
{\displaystyle f=f^{+}-f^{-}}.

#### Mérhető függvény integrálja
Az {\displaystyle f} függvénynek létezik integrálja, ha a pozitív vagy a negatív rész integrálja véges:
{\displaystyle \int f^{+}\mathop {{\text{d}}\mu } <\infty } vagy {\displaystyle \int f^{-}\mathop {{\text{d}}\mu } <\infty }.
Az integrált ekkor a
{\displaystyle \int f\mathop {{\text{d}}\mu } =\int f^{+}\mathop {{\text{d}}\mu } -\int f^{-}\mathop {{\text{d}}\mu } }
módon értelmezzük. Ha ez véges, akkor {\displaystyle f} integrálható. Vegyük észre, hogy az integrál létezése és az integrálhatóság két különböző fogalom!

### Lebesgue-integrál
A mérték szerinti integrál Lebesgue-féle, ha a mérték az egy vagy többdimenziós Lebesgue-mérték.

## Az integrál tulajdonságai

### Monotonitás
Legyenek {\displaystyle f} és {\displaystyle g} nemnegatív mérhető függvények. Ekkor ha {\displaystyle f\leq g} majdnem mindenütt, akkor {\displaystyle \int f\mathop {{\text{d}}\mu } \leq \int g\mathop {{\text{d}}\mu } }.

#### Bizonyítás
Legyen {\displaystyle H:=\left\{x\in M|f(x)>g(x)\right\}}. Ekkor {\displaystyle H\in {\mathcal {A}}}, valamint a majdnem mindenütt miatt {\displaystyle \mu (H)=0}. Ekkor a definícióban szereplő halmazrendszer esetén {\displaystyle A_{i}\setminus H} is diszjunkt halmazrendszer, és
{\displaystyle \forall x\in (A_{i}\setminus H):\sum _{i=1}^{n}y(i)\mu (A_{i}\setminus H)\in I_{g}}.
Ugyanakkor azonban
{\displaystyle \mu (A_{i})=\mu (A_{i}\setminus H)+\underbrace {\mu (A_{i}\cap H)} _{=0}}
miatt
{\displaystyle \sum _{i=1}^{n}y(i)\mu (A_{i})\in I_{g}\Rightarrow I_{f}\subseteq I_{g}\Rightarrow \sup(I_{f})\leq \sup(I_{g})\Rightarrow \int f\mathop {{\text{d}}\mu } \leq \int g\mathop {{\text{d}}\mu } }.
Ebből a tételből következik egyben, hogy ha {\displaystyle f=g} majdnem mindenütt, akkor {\displaystyle \int f\mathop {{\text{d}}\mu } =\int g\mathop {{\text{d}}\mu } }.

### Homogenitás
Ha az {\displaystyle f} mérhető függvénynek van integrálja, akkor
{\displaystyle \forall \alpha \in \mathbf {R} :\int \alpha f\mathop {{\text{d}}\mu } =\alpha \int f\mathop {{\text{d}}\mu } }.

#### Bizonyítás
Az állítást két lépésben bizonyítjuk, először nem negatív mérhető függvényekre (ebben az esetben {\displaystyle \alpha \in \left[0,\infty \right)}), majd pedig mérhető függvények esetében is.
Az integrálközelítő összeg definíciója alapján {\displaystyle I_{\alpha f}=\left\{s(\alpha f,y)|\exists n\in \mathbf {N} ,y\in D_{n}\right\}}, és {\displaystyle \int \alpha f\mathop {{\text{d}}\mu } =\sup I_{\alpha f}}. Ugyanezt felírhatjuk {\displaystyle f}-re is, és {\displaystyle s(\alpha f,y)=\alpha s(f,y)}, ezért {\displaystyle \alpha \sup I_{f}\leq \sup I_{\alpha f}}, azaz
{\displaystyle \alpha \int f\mathop {{\text{d}}\mu } \leq \int \alpha f\mathop {{\text{d}}\mu } }.
Legyen ezután {\displaystyle g:=\alpha f} és {\displaystyle \beta ={\frac {1}{\alpha }}}, ezekre az előbbiek alapján {\displaystyle \beta \int g\mathop {{\text{d}}\mu } \leq \int \beta g\mathop {{\text{d}}\mu } }, amiből átrendezéssel adódik, hogy
{\displaystyle \int \alpha f\mathop {{\text{d}}\mu } \leq \alpha \int f\mathop {{\text{d}}\mu } }.
A két egyenlőtlenségből logikailag következik a két oldal egyenlősége.
Most legyen {\displaystyle f} mérhető függvény. Ekkor {\displaystyle \alpha f} is mérhető, és
{\displaystyle \int \alpha f\mathop {{\text{d}}\mu } =\int \alpha f^{+}\mathop {{\text{d}}\mu } -\int \alpha f^{-}\mathop {{\text{d}}\mu } }
Mivel {\displaystyle f^{+}} és {\displaystyle f^{-}} is nemnegatív mérhető függvény, ezért az előző tétel alapján
{\displaystyle \int \alpha f^{+}\mathop {{\text{d}}\mu } -\int \alpha f^{-}\mathop {{\text{d}}\mu } =\alpha \int f^{+}\mathop {{\text{d}}\mu } -\alpha \int f^{-}\mathop {{\text{d}}\mu } =\alpha \left(\int f^{+}\mathop {{\text{d}}\mu } -\int f^{-}\mathop {{\text{d}}\mu } \right)=\alpha \int f\mathop {{\text{d}}\mu } }

### Linearitás
Legyenek {\displaystyle f} és {\displaystyle g} mérhető függvények. Ha {\displaystyle \int f\mathop {{\text{d}}\mu } +\int g\mathop {{\text{d}}\mu } } létezik, akkor létezik {\displaystyle \int f+g\mathop {{\text{d}}\mu } } és
{\displaystyle \int f+g\mathop {{\text{d}}\mu } =\int f\mathop {{\text{d}}\mu } +\int g\mathop {{\text{d}}\mu } }.

#### Bizonyítás
Első lépésként a létezést kell belátnunk. Legyen
{\displaystyle S:=\int f\mathop {{\text{d}}\mu } +\int g\mathop {{\text{d}}\mu } }.
1. {\displaystyle S\in \mathbf {R} } esetén {\displaystyle \int f\mathop {{\text{d}}\mu } \in \mathbf {R} } és {\displaystyle \int g\mathop {{\text{d}}\mu } \in \mathbf {R} }, így {\displaystyle \int f^{+}\mathop {{\text{d}}\mu } \in \mathbf {R} } és {\displaystyle \int g^{+}\mathop {{\text{d}}\mu } \in \mathbf {R} }. Ekkor viszont {\displaystyle \int f^{+}\mathop {{\text{d}}\mu } +\int g^{+}\mathop {{\text{d}}\mu } \in \mathbf {R} }, és {\displaystyle \int f^{+}\mathop {{\text{d}}\mu } +\int g^{+}\mathop {{\text{d}}\mu } =\int \left(f^{+}+g^{+}\right)\mathop {{\text{d}}\mu } \geq \int \left(f+g\right)^{+}\mathop {{\text{d}}\mu } \Rightarrow \exists \int (f+g)\mathop {{\text{d}}\mu } }.

1. {\displaystyle S=\infty } esetén {\displaystyle \int f^{-}\mathop {{\text{d}}\mu } \in \mathbf {R} } és {\displaystyle \int g^{-}\mathop {{\text{d}}\mu } \in \mathbf {R} }, így {\displaystyle \int f^{-}\mathop {{\text{d}}\mu } +\int g^{-}\mathop {{\text{d}}\mu } \in \mathbf {R} }, innentől pedig ugyanúgy járhatunk el, mint az 1. pontban.

1. {\displaystyle A=-\infty } esetén {\displaystyle \int f^{+}\mathop {{\text{d}}\mu } \in \mathbf {R} } és {\displaystyle \int g^{+}\mathop {{\text{d}}\mu } \in \mathbf {R} }, és innentől a bizonyítás megegyezik az első pontbelivel.

Második lépésként az egyenlőség igazolása következik, ez szinte definíció alapján kapható:
{\displaystyle (f+g)^{+}-(f+g)^{-}=f+g=f^{+}-f^{-}+g^{+}-g^{-}\Rightarrow }
{\displaystyle (f+g)^{+}+f^{-}+g^{-}=(f+g)^{-}+f^{+}+g^{+}\Rightarrow }
{\displaystyle \int (f+g)^{+}\mathop {{\text{d}}\mu } +\int f^{-}\mathop {{\text{d}}\mu } +\int g^{-}\mathop {{\text{d}}\mu } =\int (f+g)^{-}\mathop {{\text{d}}\mu } +\int f^{+}\mathop {{\text{d}}\mu } +\int g^{+}\mathop {{\text{d}}\mu } =\int f+g\mathop {{\text{d}}\mu } }

### A függvény leszűkítése
Ha {\displaystyle X\subseteq M} mérhető halmaz, {\displaystyle f}-nek létezik integrálja {\displaystyle M} felett, és {\displaystyle f} leszűkítése erre a halmazra mérhető, akkor a leszűkítésnek is létezik integrálja {\displaystyle X} felett. Ennek a megfordítása azonban általában nem igaz. Ezt az integrált
{\displaystyle \int _{X}f\mathop {{\text{d}}\mu } }
módon jelöljük.

## A Lebesgue és a Riemann-integrál kapcsolata
Habár hasonló megközelítést alkalmaznak, nem triviális, hogy egy függvény Lebesgue és Riemann-féle integrálja egyenlő legyen, mégis ez a helyzet. Ugyanakkor azonban a Lebesgue-integrál sokkal jobb tulajdonságokkal bír, ezért a gyakorlati alkalmazások esetén egyre inkább kezdi átvenni a stafétabotot. Általában azt mondhatjuk, hogy a Lebesgue-integrálható függvények köre sokkal bővebb, mint a Riemann-integrálhatóaké:
{\displaystyle {\mathcal {R}}(I)\subseteq {\mathcal {L}}(I)}
Természetesen vannak Lebesgue szerint integrálható, de Riemann szerint nem integrálható függvények is, ezek közül a legismertebb a Dirichlet-féle függvény. Ezzel szokták általában a Riemann-integrál korlátait, és a Lebesgue-féle fogalom erősségét is szemléltetni, ugyanis utóbbi esetben könnyedén integrálható.
A Riemann-integrál másik problémája a korábban említett határértékképzés volt:
{\displaystyle \lim _{n\to \infty }\int _{a}^{b}f_{n}(x)\mathop {{\text{d}}x} {\overset {?}{=}}\int _{a}^{b}\lim _{n\to \infty }f_{n}(x)\mathop {{\text{d}}x} }
Erre a Fatou-lemma ad választ, de csak a mérték szerinti integrálás felhasználásával.
A kapcsolat miatt a Lebesgue-integrál kiszámítása a folytonos függvények esetén a Riemann-integrálra alkalmazott Newton–Leibniz-tétellel is lehetséges. Ez a gyakorlatban jelentős, hiszen a kiszámítás így a már kialakult módszerekkel megoldható, ugyanakkor az új jó tulajdonságokat is megtartja.

## Példák
Az alábbiakban néhány függvény integrálhatóságát, illetve integráljának értékét mutatjuk be példákon keresztül.

### Exponenciális függvény
Az exponenciális függvénynek van integrálja {\displaystyle \mathbf {R} } felett, de nem integrálható. Ez könnyen belátható, mivel az értékkészlet a {\displaystyle (0,\infty )} alulról nyílt intervallum, amihez bármilyen {\displaystyle y_{n}(i)} monoton növő sorozat esetén az {\displaystyle A_{1}:=\left\{x\in \mathbf {R} |f(x)<y_{n}(1)\right\}} halmaz Lebesgue-mértéke végtelen, hiszen {\displaystyle \inf A=-\infty }.
Ugyanakkor azonban véges valós intervallumok esetén az exponenciális függvény integrálható.

### Dirichlet-függvény
A Dirichlet-függvény a racionális számok karakterisztikus függvénye. Ennek van integrálja {\displaystyle \forall I\subset \mathbf {R} } intervallum felett, mi több, integrálható is, és az integrálja nulla.
{\displaystyle D(x):I\subset \mathbf {R} \to \mathbf {R} ,x\mapsto {\begin{cases}1&{\text{, ha }}x\in \mathbf {Q} \\0&{\text{, ha }}x\notin \mathbf {Q} \end{cases}}}
Az integrál kiszámítása rendkívül egyszerű, mivel bármilyen osztássorozat esetén csak két értéket kell figyelembe venni, így
{\displaystyle \int D\mathop {{\text{d}}\mu } =1\cdot \mu \left(\left\{x|x\in \mathbf {Q} \right\}\right)+0\cdot \mu \left(\left\{x|x\notin \mathbf {Q} \right\}\right)}
és itt vegyük figyelembe a mérték tulajdonságait, így kapjuk, hogy
{\displaystyle \int D\mathop {{\text{d}}\mu } =1\cdot 0+0\cdot (\sup(I)-\inf(I))=0}